# Anthony Allen Shore
Pour les articles homonymes, voir Shore.
Anthony Allen Shore, né le 25 juin 1962 à Rapid City (Dakota du Sud) et mort le 18 janvier 2018 à Huntsville Unit (Texas), est un tueur en série américain reconnu coupable de meurtres et pédophilie.
Ce père de famille, présenté comme particulièrement doué en musique, a avoué avoir tué une fillette, deux adolescentes et une femme d'origine hispanique sur une décennie. D'autres femmes ont relaté qu'il les avait violées. Il a opéré de 1986 à 2000, et était connu comme le « Tourniquet Killer » en raison de son utilisation d'une ligature avec une brosse à dents ou un bâton de bambou pour serrer ou desserrer la ligature. L'instrument était semblable à un mors, un outil utilisé par les agriculteurs et les cavaliers pour contrôler les chevaux.
Il est exécuté le 18 janvier 2018 par injection létale à l'Huntsville Unit au Texas,,.

## Histoire
Ses parents étaient tous les deux militaires et il est né dans le Dakota du Sud où son père était en poste. À la suite de l'engagement de ses parents dans l'armée, la famille Shore déménagea à neuf reprises avant qu'il entre au lycée. Il a deux sœurs. Il s'est marié et a eu deux filles, Tiffany et Amber, mais plus tard divorcé, il perdra la garde de ses deux jeunes filles. Il se mariera ensuite une nouvelle fois et divorcera de nouveau.
L'arrestation de l'homme à la vie apparemment bien rangée, travaillant, élevant ses filles et jouant dans des clubs de jazz, est intervenue huit ans après son dernier crime connu, le meurtre en 1995 d'une adolescente de 16 ans, Dana Sanchez. Il a été confondu par des analyses ADN.

## Les meurtres et les agressions

### Laurie Lee Tremblay
Âgée de 14 ans et tuée le 26 septembre 1986, elle est sa première victime connue. Elle se rendait à son école à Houston quand il l’a attaquée. Après avoir essayé de l'agresser sexuellement, il l’a étranglée puis a jeté son corps derrière un restaurant mexicain.

### Maria del Carmen Estrada
Âgée de 21 ans, elle a été assassinée le 16 avril 1992 : après l’avoir agressée sexuellement il l’a étranglée. C’était une immigrante mexicaine qui travaillait comme garde d’enfant. Le 16 avril 1992, son corps à moitié nu  a été retrouvé à l’arrière d’un Dairy Queen.

### Selma Janske
Le 19 octobre 1993, il est entré dans la maison de la jeune fille, âgée de 14 ans, puis l'a attachée et l'a agressée sexuellement ; il ne l'a pas tuée cependant et a préféré s’enfuir à pied.

### Diana Rebollar
Âgée de 9 ans, elle a été tuée le 8 aout 1994 : il l’a rouée de coups, agressée sexuellement et étranglée. Elle vivait à Houston dans le quartier surnommé The Heights, à l'avant d'un petit duplex. Le jour de sa mort, on l’avait aperçue dans une épicerie locale. Les employés l'ont vue quitter le magasin en toute sécurité, mais jamais elle n'est rentrée chez elle. On a retrouvé son corps le lendemain sur un quai de chargement derrière un bâtiment. Une piste a été donnée à la police par un voisin qui a fourni la description d’une fourgonnette qui fréquentait l’endroit. On a relié son affaire à celle de Maria del Carmen Estrada en raison du mode opératoire du tueur : autour du cou de la victime on a trouvé une corde munie d'un bâton de bambou.

### Dana Sanchez
Dana Sanchez, 16 ans, a été tuée le 6 juillet 1995. Il lui avait proposé de lui faire faire une promenade dans sa camionnette. Comme elle résistait à ses avances il l’a étranglée. Sept jours plus tard, par un appel téléphonique anonyme à une chaine d’informations locale, il a lui-même dirigé la police vers le corps dans un champ du comté de Harris.